# Wereldkampioenschap schaken 2006

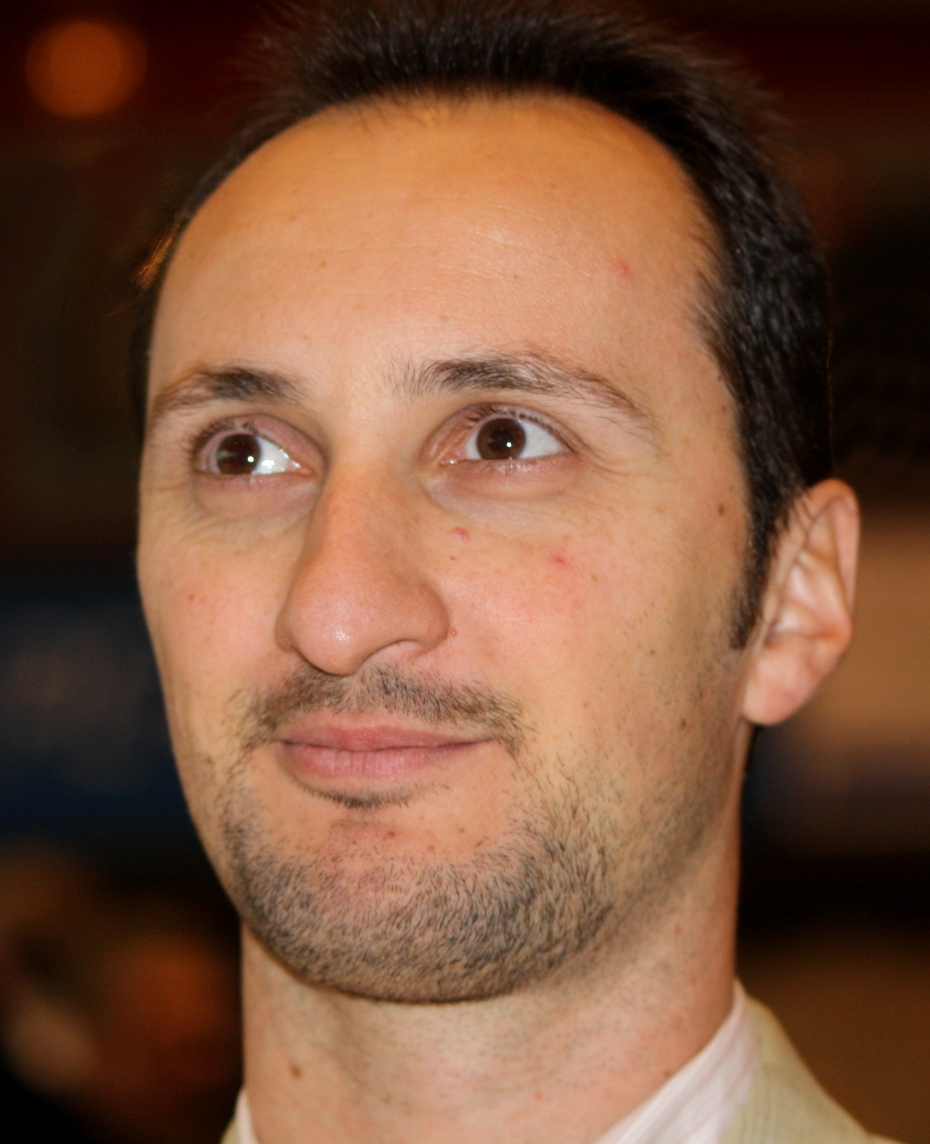
Veselin Topalov

Het wereldkampioenschap schaken 2006 bestond uit een match die werd gespeeld tussen Veselin Topalov en Vladimir Kramnik. Deze match vond plaats in Elista van 23 september tot en met 13 oktober 2006. De stand na 12 gewone partijen was 6 - 6. De tie-break bestond uit 4 rapidpartijen en werd door Kramnik met 2½ - 1½ gewonnen.
De match was een herenigingsmatch die ten doel had de twee 'lijnen' van wereldkampioenschappen zoals die sinds 1993 bestonden weer bijeen te brengen. Topalov was de officiële of FIDE-wereldkampioen, die zijn titel had veroverd bij het wereldkampioenschap in 2005. Kramnik was de officieuze of klassieke kampioen die zijn titel in 2000 had veroverd door Garry Kasparov te verslaan. In tegenstelling tot eerdere matches was er geen sprake van een regerend wereldkampioen die door een uitdager verslagen moest worden en bij gelijk spel zijn titel behield.

## Voorwaarden en secondanten
De match ging over twaalf partijen. De bedenktijd was 2 uur voor 40 zetten, daarna 1 uur voor 20 zetten en daarna 15 minuten voor de rest van de partij, met 30 seconden toegevoegd per zet na de 60e zet. De bedenktijd in de tie-break was 25 minuten met 10 seconden per zet toegevoegd. Als de tie-break onbeslist zou zijn gebleven zouden twee snelschaakpartijen van 5 minuten en 5 seconden zijn gevolgd en daarna eventueel nog een sudden death partij.
De secondanten van Kramnik waren Miguel Illescas, Aleksandr Motyljov en Sergej Roebljovski. De secondanten van Topalov waren Ivan Tsjeparinov, Alexander Onitsjoek en Francisco Vallejo Pons.

## Verloop
De match had zowel op als naast het bord een tumultueus verloop. Topalov verloor de eerste twee partijen nadat hij te ver ging in zijn winstpogingen. Na 4 partijen was de stand 3 - 1 voor Kramnik. Topalov diende daarna een protest in. Hij vond dat Kramnik erg vaak het toilet in zijn rustruimte bezocht en insinueerde dat hij daar gebruik maakte van de hulp van een computer. Topalov verzocht om een gezamenlijk toilet voor beide spelers. De commissie van beroep willigde dit verzoek in. Kramnik kwam uit protest niet opdagen voor de 5de partij, deze werd voor hem verloren verklaard, waarna Kramnik niet verder wilde spelen. Na bemiddeling van FIDE-president Kirsan Iljoemzjinov werd de beslissing over de toiletten teruggedraaid, de commissie van beroep vervangen en de match voortgezet met de stand 3 - 2. In een aantal lange en spannende partijen won Topalov 2 keer en Kramnik 1 keer, zodat de match gelijk eindigde.
Het scoreverloop bij de gewone partijen was:
|         | 1 | 2 | 3 | 4 | 5 | 6 | 7 | 8 | 9 | 10 | 11 | 12 | Totaal |
| ------- | - | - | - | - | - | - | - | - | - | -- | -- | -- | ------ |
| Kramnik | 1 | 1 | ½ | ½ | 0 | ½ | ½ | 0 | 0 | 1  | ½  | ½  | 6      |
| Topalov | 0 | 0 | ½ | ½ | 1 | ½ | ½ | 1 | 1 | 0  | ½  | ½  | 6      |

Het scoreverloop bij de tie-break was:
|         | 1 | 2 | 3 | 4 | Totaal |
| ------- | - | - | - | - | ------ |
| Topalov | ½ | 0 | 1 | 0 | 1½     |
| Kramnik | ½ | 1 | 0 | 1 | 2½     |